# 劉明利
劉明利（りゅう めいり、1956年 - ）は、中国人民解放軍の軍人。海軍少将。

## 概要
1956年、遼寧省生まれ。入隊後に海軍で軍歴を重ね、2014年12月に南海艦隊政治委員となる。2009年に海軍少将に昇格。

## 略歴
海軍装備研究院政治委員、東海艦隊政治部主任、南海艦隊航空兵政治委員を歴任する。2014年12月、南海艦隊政治委員となり現在に至る。